# Lachnomyrmex scrobiculatus
Lachnomyrmex scrobiculatus  (лат.) — вид муравьёв рода Lachnomyrmex из подсемейства Myrmicinae (Formicidae). Неотропика.

## Распространение
Центральная Америка (от южной Мексики до Панамы). Встречается на высотах от 100 до 1100 м.

## Описание
Мелкого размера муравьи тёмно-коричневого и чёрного цвета (длина тела около 3 мм). Длина головы рабочих (HL) 0,60-0,66 мм, ширина головы (HW) 0,58-0,65 мм. Отличается расширенными в базальной части шипиками проподеальных долей, покрытым длинными волосками первым тергитом брюшка и субтреугольной формой узелка петиоля. Стебелёк между грудкой и брюшком состоит из двух узловидных члеников (петиоль и постпетиоль). Указан в качестве типового вида рода Lachnomyrmex. 
Таксон был впервые описан в 1910 году американским энтомологом академиком Уильямом Мортоном Уилером (Wheeler, W. M., 1865—1937; США), а его валидный статус подтверждён в 2008 году американскими мирмекологами Роберто Ф. Брандао (Brandao, Carlos R. F.) и Родриго М. Фейтоза (Feitosa, Rodrigo M.) в ходе ревизии рода.

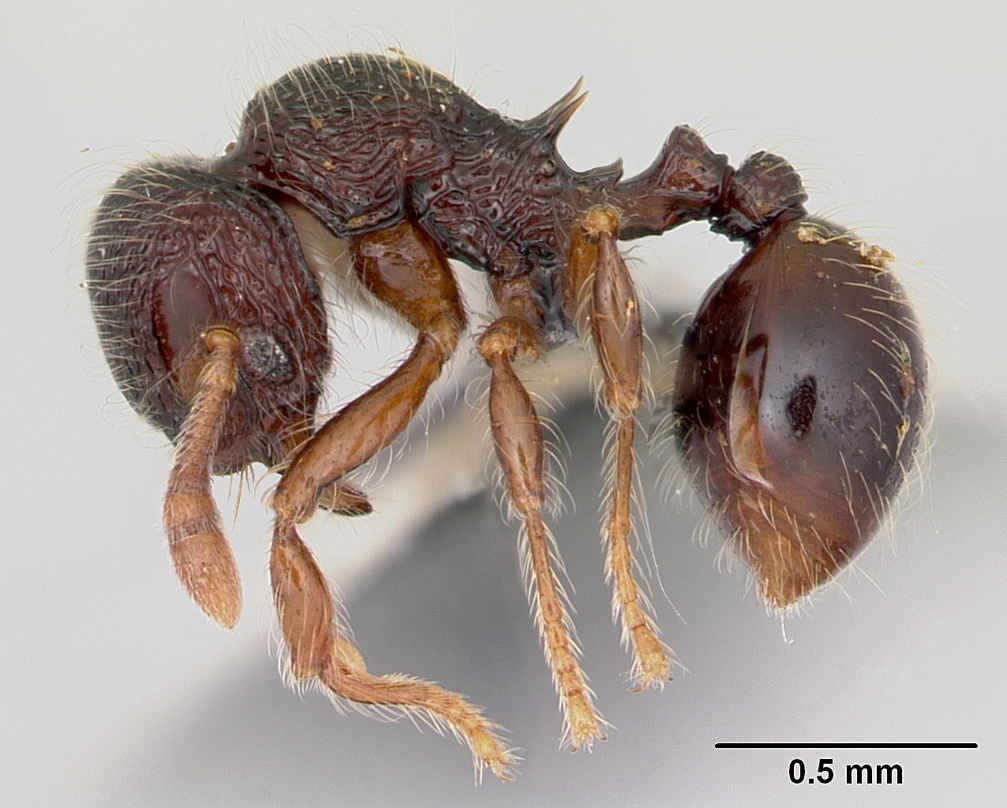
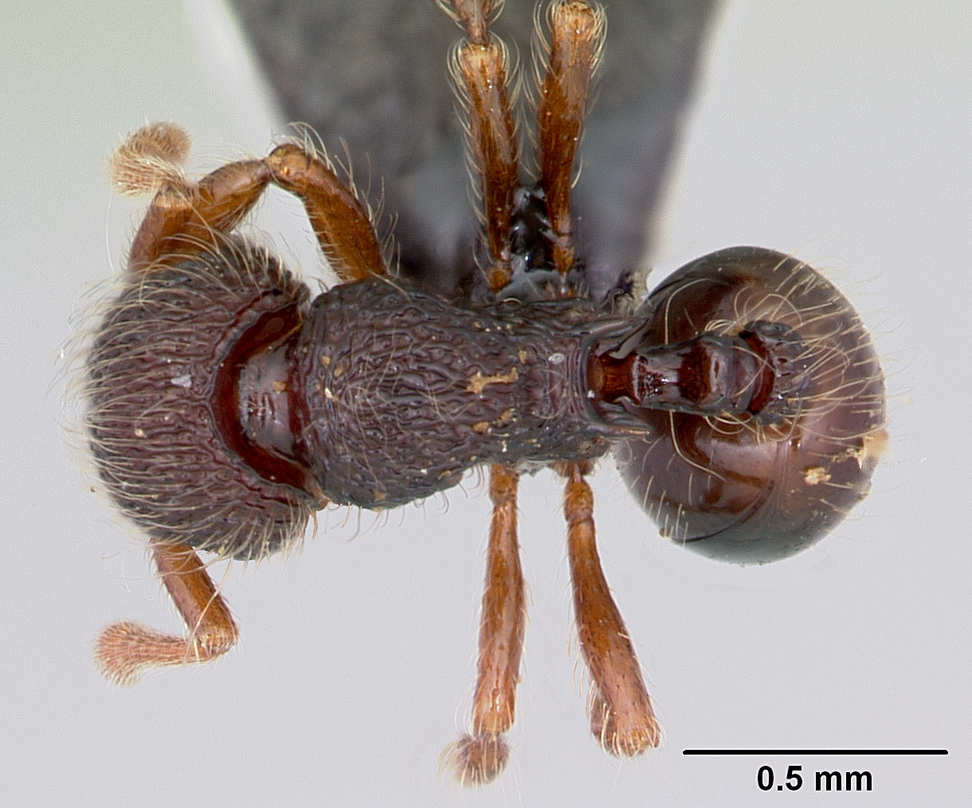